# 第1次橋本内閣
第1次橋本内閣（だいいちじはしもとないかく）は、自由民主党総裁の橋本龍太郎が第82代内閣総理大臣に任命され、1996年（平成8年）1月11日から同年11月7日まで続いた日本の内閣。
自由民主党、日本社会党（連立政権発足直後、社会民主党に党名変更）、新党さきがけの3党による連立内閣（自社さ連立政権）である。

## 国務大臣
所属政党・出身
  自由民主党   日本社会党（→社会民主党）  新党さきがけ   民間人
| 職名                            | 氏名 | 氏名       | 所属                                  | 特命事項等                                                 | 備考                                                                         |
| ------------------------------- | ---- | ---------- | ------------------------------------- | ---------------------------------------------------------- | ---------------------------------------------------------------------------- |
| 内閣総理大臣                    |      | 橋本龍太郎 | 衆議院 自由民主党（旧小渕派）         |                                                            | 自由民主党総裁                                                               |
| 副総理 大蔵大臣                 |      | 久保亘     | 参議院 日本社会党 →社会民主党         | 内閣総理大臣臨時代理 （副総理）                            | 日本社会党書記長 1996年1月19日解党 社会民主党副党首 1996年1月19日結党 初入閣 |
| 法務大臣                        |      | 長尾立子   | 民間                                  |                                                            | 初入閣                                                                       |
| 外務大臣                        |      | 池田行彦   | 衆議院 自由民主党 （旧宮澤派）        |                                                            | 再入閣                                                                       |
| 文部大臣                        |      | 奥田幹生   | 衆議院 自由民主党 （旧宮澤派）        |                                                            | 初入閣                                                                       |
| 厚生大臣                        |      | 菅直人     | 衆議院 新党さきがけ →民主党           |                                                            | 初入閣                                                                       |
| 農林水産大臣                    |      | 大原一三   | 衆議院 自由民主党 （旧小渕派）        |                                                            | 初入閣                                                                       |
| 通商産業大臣                    |      | 塚原俊平   | 衆議院 自由民主党 （旧三塚派）        |                                                            | 再入閣                                                                       |
| 運輸大臣                        |      | 亀井善之   | 衆議院 自由民主党 （旧渡辺派）        | 新東京国際空港担当                                         | 初入閣                                                                       |
| 郵政大臣                        |      | 日野市朗   | 衆議院 日本社会党 →社会民主党 →民主党 |                                                            | 初入閣                                                                       |
| 労働大臣                        |      | 永井孝信   | 衆議院 日本社会党 →社会民主党         | 年金問題担当                                               | 初入閣                                                                       |
| 建設大臣                        |      | 中尾栄一   | 衆議院 自由民主党 （旧渡辺派）        | 土地対策担当                                               | 再入閣                                                                       |
| 自治大臣 国家公安委員会委員長   |      | 倉田寛之   | 参議院 自由民主党 （無派閥）          |                                                            | 初入閣                                                                       |
| 内閣官房長官                    |      | 梶山静六   | 衆議院 自由民主党 （旧小渕派）        |                                                            | 再入閣                                                                       |
| 総務庁長官                      |      | 中西績介   | 衆議院 日本社会党 →社会民主党         |                                                            | 初入閣                                                                       |
| 北海道開発庁長官 沖縄開発庁長官 |      | 岡部三郎   | 参議院 自由民主党 （旧小渕派）        |                                                            | 初入閣                                                                       |
| 防衛庁長官                      |      | 臼井日出男 | 衆議院 自由民主党 （旧河本派）        |                                                            | 初入閣                                                                       |
| 経済企画庁長官                  |      | 田中秀征   | 衆議院 新党さきがけ                   |                                                            | 初入閣                                                                       |
| 科学技術庁長官                  |      | 中川秀直   | 衆議院 自由民主党 （旧三塚派）        | 原子力委員会委員長                                         | 初入閣                                                                       |
| 環境庁長官                      |      | 岩垂寿喜男 | 参議院 日本社会党 →社会民主党         | 地球環境問題担当                                           | 初入閣                                                                       |
| 国土庁長官                      |      | 鈴木和美   | 参議院 日本社会党 →社会民主党         | 研究・学園都市担当 首都機能移転担当 阪神・淡路復興対策担当 | 初入閣                                                                       |

## 内閣官房副長官・内閣法制局長官など
- 内閣法制局長官
  - 大森政輔
- 内閣官房副長官（政務）
  - 渡辺嘉藏：1996年10月11日 退任
  - 藁科滿治：1996年10月11日 -
- 内閣官房副長官（事務）
  - 古川貞二郎

## 内閣総理大臣補佐官
- 内閣総理大臣補佐官（行政改革担当）
  - 水野清
- 内閣総理大臣補佐官（沖縄担当）
  - 岡本行夫

## 政務次官
1996年（平成8年）1月12日任命。
- 法務政務次官 - 河村建夫
- 外務政務次官 - 小川元
- 大蔵政務次官 - 鉢呂吉雄・山崎正昭
- 文部政務次官 - 日下部禧代子
- 厚生政務次官 - 住博司
- 農林水産政務次官 - 小平忠正・野間赳
- 通商産業政務次官

遠藤登 /山本正和:1996年（平成8年）9月20日 -
坪井一宇
- 運輸政務次官 - 北沢清功
- 郵政政務次官 - 山口俊一
- 労働政務次官 - 坂井隆憲
- 建設政務次官 - 沢藤礼次郎
- 自治政務次官 - 山本有二
- 総務政務次官 - 赤城徳彦
- 北海道開発政務次官 - 佐藤泰三
- 防衛政務次官 - 中島洋次郎
- 経済企画政務次官 - 清水澄子
- 科学技術政務次官 - 松谷蒼一郎
- 環境政務次官 - 中島章夫
- 沖縄開発政務次官 - 森田健作（鈴木栄治）
- 国土政務次官 - 御法川英文